# Guillaume Gille
Guillaume Gille (Valence, 12. srpnja 1976.) francuski je bivši rukometaš i reprezentativac, koji je igrao na poziciji srednjeg vanjskog. Trenutačno je pomoćnik izbornika francuske reprezentacije zajedno s Didierom Dinartom.

## Karijera

### Klupska karijera
Klupsku karijeru započinje u francuskom klubu OSC Loiriol, gdje ostaje do 1996. godine. Te godine, zajedno s bratom Bertrandom prelazi u Chambéry Savoie HB. S tim klubom je 2001. postao prvak Francuske, a 2002. je osvojio Liga kup. Obojica u klubu ostaju do 2002. godine, kada prelaze u HSV Hamburg, gdje igraju i danas. Najveći klupski uspjesi su mu osvajanje DHB-Pokala 2006. godine, osvajanje Nacionalnog superkupa 2004. i 2006. i pobjeda u finalu EHF-ovog Kupa pobjednika kupova 2007.

### Reprezentativca karijera
Guillaume Gille je za reprezentaciju debitirao 1996. godine protiv Srbije. Danas je Gille važna karika u francuskoj momčadi i jedan od njezinih ponajboljih igrača. S reprezentacijom ima 7 medalja. Zlatne medalje s OI 2008., EP 2006. i sa SP 2001. i 2009., dok 3 brončane medalje ima s EP 2008. i sa SP 1997. i 2005.

## Privatni život
Rođen je u Valenceu kao najstariji od trojice braće. Obojica su braće, Bertrand i Benjamin, rukometaši. Bertrand mu je suigrač u Hamburgu i kolega reprezentativac, dok Benjamin igra za Chambéry Savoie Handball.